# Gnaphosa limbata
Gnaphosa limbata är en spindelart som beskrevs av Embrik Strand 1900. Gnaphosa limbata ingår i släktet Gnaphosa och familjen plattbuksspindlar.
Artens utbredningsområde är Norge. Inga underarter finns listade i Catalogue of Life.